# 丸山和也
丸山 和也（まるやま かずや、1946年〈昭和21年〉1月23日 - ）は、日本の元政治家、元法務官僚、弁護士（登録番号：13673、第一東京弁護士会）、タレント、演歌歌手。自由民主党所属の前参議院議員（2期）。弁護士法人丸山総合法律事務所代表。

## 来歴・ 人物
兵庫県揖保郡新宮町（現たつの市）出身。現在、東京都在住。A型。身長166cm。家族は妻と長女。
兵庫県立龍野高等学校を経て1969年に早稲田大学法学部を卒業。国家公務員上級甲種試験に合格し、法務省職員となる。1970年に司法試験に合格。1976年4月にはワシントン大学ロースクールに入学。卒業後、ロサンゼルスの法律事務所に3年間勤務。1980年に日本に帰国。
学生時代は新聞奨学生を2年務めた。
地方出身なので東京に出てみたくなり、とりあえず早稲田大学を受験したら合格。また、3回目の受験で司法試験に合格した。趣味は、座禅・寒中水泳・滝行・ランニング・温泉入浴。特に水泳は都内の川を朝早く泳ぐほどの水泳好き。

### 弁護士として
弁護士としては、企業間の紛争・交渉等を中心とした国際法務を得意とする他、個人の法律問題にも幅広く取り組む。特許事務も手がける。
元大相撲力士の大勇武が師匠だった芝田山親方（元横綱大乃国）から暴力の上引退を強要されたとして、芝田山親方および日本相撲協会を提訴した際には、大勇武側の代理人を務めた。

### タレント活動
テレビに出始めたきっかけは、汚い服装で歩いていたら警察官に職務質問され、職業を聞かれて「弁護士」と答えたら、「そんな弁護士がいるか！」と言われたというエピソードが、芸能界に伝わったこと。阿部寛出演の日本テレビ系ドラマ『最後の弁護人』にも出演。
2000年から日本テレビ系の『行列のできる法律相談所』に出演。弁護士の中でも法律の理論に囚われることなく、道徳心や倫理観を重んじた見解を出すことによって広く知られるようになる。2005年6月26日の同番組において、『24時間テレビ28』（同年8月27日・28日放送）のチャリティーマラソンランナーになることが発表された。番組生放送中の8月28日20時43分に目標の100kmを完走した。日本武道館までのゴール700m手前からは長女が伴走している。この当時、丸山は59歳であり、24時間マラソンの最高齢ランナーであったが、2007年には当時66歳の萩本欽一が、さらに2011年には当時70歳の徳光和夫が、最高齢記録を塗り替えた。
2006年1月18日に『浪漫-さらば昨日よ-』（作詞：荒木とよひさ、作曲：Face 2 fAKE）でCDデビュー、歌手名「弁護士 丸山和也」として発売。1月30日付けのオリコンシングルチャートで総合34位、演歌・歌謡部門2位で初登場。60歳以上の新人デビューシングルとしては史上初めて、同チャートで初登場トップ40入りを果たした。
2006年にはゲーム『逆転裁判』シリーズにおけるイメージキャラクターとして起用された（ゲーム中への登場ではなく、CMなどの宣伝活動）。

### 国会議員として
2007年4月8日投票の東京都知事選挙に立候補のための書類を入手し、一時は動向が注目されたものの、立候補せず。
同年7月の第21回参議院議員通常選挙に、自由民主党公認で比例区で出馬し、270,754票を獲得し、自民党内では4位で初当選。この参院選への出馬で、出演していた「行列のできる法律相談所」を2007年6月から一時降板。議員活動との兼ね合いは困難となることから、そのまま降板する事も検討されたが、番組には欠かせない存在であり、今後は準レギュラーとして不定期で出演することになった。
2011年10月11日、自民党大阪府連会長であった谷川秀善参議院議員より、2011年11月27日投票の大阪府知事選挙への出馬を打診される。10月28日に出馬の意向を伝えるものの、同党大阪府連がすでに倉田薫の支援を決定していたこともあり、11月1日に不出馬を宣言。
2013年7月の第23回参議院議員通常選挙に、自由民主党公認で比例区で出馬し、153,303票を獲得し、自民党内では14位で2度目の当選。
2019年7月の第25回参議院議員通常選挙に、自由民主党公認で比例区で出馬したが、58,587票と票を大きく減らし落選した。同年、旭日重光章受章。

## 訴訟トラブル
- 2002年、化学薬品メーカーの国際仲裁事件を担当した際、共に事件を担当したオーストラリア人弁護士が、報酬の50％を受け取る約束だったとして丸山を提訴した[8]。これに対し丸山は、「（支払い後に）男性弁護士が契約に反し、報酬の増額を求める脅迫的なメールを送り付けるなどしたため、契約を解除した」と主張した[8]。東京地裁は2008年12月16日、「増額を求め続けられたことに強く不満を抱くのは理解しないでもないが、それだけを理由に契約を解除することはできない」として、オーストラリア人弁護士の報酬50％の請求は却下する一方で、丸山に対し報酬の残金1000万円をオーストラリア人弁護士へ支払うよう命じた[8]。

## 政治活動

### 自民党の改革
- 2009年8月実施の第45回衆議院議員総選挙の直前に、古賀誠（当時：自由民主党選挙対策委員長）が東国原英夫宮崎県知事を擁立しようとした際には、「党にエネルギーがないから『力を貸して』と言うこと自体が既に敗北。古賀氏の責任を追及すべきだ。即刻辞任してもらっていい」と述べ、古賀の選挙対策委員長辞任を要求した[9]。また第45回衆議院議員総選挙での自民党惨敗には、自らのプライベートブログでは「積年の弊害を片付けてくれた」と語り、9月9日の両院議員総会では「今こそ新しいリーダーを本気で選ぶエネルギーがあるのか!」と党の執行部の姿勢を質した。
- 2012年8月29日に、消費増税反対を理由とした野田佳彦首相に対する問責決議での投票を棄権した。自民党はこれ以前に消費税増税に賛成しており「政局・政争的な行動であり、茶番劇。（自身の属する自民党の）自己矛盾極まりない」と述べた[10]。

### 人権関連
- 国会では、「死刑執行は死刑囚にも自己決定権を与え、執行日の決定や死刑囚本人が執行のボタンを押せるようにしろ」と提案した。人権擁護法案については、「人権擁護に関する基本法があっていい。そういうのがないのがおかしい」と主張[11]。

### 選択的夫婦別姓制度
- 2012年6月19日に参議院法務委員会で選択的夫婦別姓制度をはじめとする民法改正に関して質問するなど、選択的夫婦別姓制度に賛同する。その質問の中で丸山は、婚姻したら夫婦が同一姓になるというのは明治30年頃になってからであり、日本的伝統でも何でもない。個人のいろんな形態を、多様な形態を認めて、強い個人同士のきずなによって、自由なつながりによって強い社会をつくっていくべきである、と述べた[12]。2019年のアンケートでは、選択的夫婦別姓導入に「どちらかと言えば賛成」としている[13]。
- 2015年には自民党政務調査会法務部会長に就任[14][15]。
- 司法制度改革ー2019年自民党司法制度調査会会長に就任し、司法試験合格者数を三年を目途に1,500人にすべき提言をまとめる。

### STAP細胞問題への対応
研究不正行為を行った小保方晴子によるSTAP細胞再現実験について、国を挙げてのサポート体制を築いたうえでの検証実験をすべきと政府、文部科学省などに申し入れた。また、「STAP細胞の財産的価値を日本の知財の輝ける成果として、世界に挑戦してゆくことこそが望まれている。」と述べた。

## 問題発言

### 憲法審査会における発言
2016年2月17日、参議院の憲法審査会において、以下の発言を行った。
これが暴言だと批判を浴び、丸山は発言を撤回し、参院憲法審委員を辞任した。他方で「人種差別の意図はまったくない。批判されることは不条理で残念だ」と、また「『黒人への人種差別を乗り越えて自己変革を遂げた米国への尊敬の念』がほとばしった言葉が、どうして人種差別の言葉になるのか。驚きだ」と弁明した。
他方、アメリカのCNNは、丸山が「黒人奴隷の血統」と発言したとして、「日本のトランプ？」と報じている。
2016年2月18日、郡司彰、小川敏夫、風間直樹、又市征治ら14議員共同提案による「議員丸山和也君の議員辞職勧告に関する決議案」が参議院に提出された。決議案は「丸山和也君は二月十七日の憲法審査会において、米国大統領に対して人種差別を含む誹謗発言をした」「発言は、わが国にとって重要な外交関係である日米間の信頼を大きく損ねるのみならず、人類普遍の原理である基本的人権を蔑ろにするものであり、決して看過できない」との理由で辞職を勧告するものであった。　所属会派の自由民主党は、本人が発言を撤回していることを理由に対案を出すことなく決議案の審議を拒否したが、信濃毎日新聞と福井新聞が社説で発言問題を与党のおごりと評価する など批判は止まらず、5月11日参院憲法審査会は丸山発言のうち「奴隷」など2カ所の計20文字を議事録削除 することで問題を終結させ、決議案の審議は未了となった。
なお、オバマの父であるバラク・オバマ・シニアは黒人だが、ケニアからの外国人留学生であり、米国における奴隷制度とは無関係である。母のアン・ダナムは白人だが、系図会社Ancestry.com の2012年の発表によると、先祖のひとりが黒人奴隷である。また、移民の家系がアメリカ大統領になるには、所謂“三代前”からの市民権保持が必要になる（ハワイ州市民はこれにより大統領にはなれない）。

### 「脳がおかしい」発言
2017年10月19日、衆院選に岩手3区から出馬している自民党候補者（藤原崇）の個人演説会で応援弁士として演壇に立った丸山が、相手候補に投票する有権者を「認知症と言ったら怒られるけど、判断力、脳がおかしいとしか言えない」と発言し、問題となった。岩手3区にはほかに小沢一郎が立候補しており、小沢の事務所は「（丸山の発言は）岩手県の全有権者を愚弄するものであり、到底許しがたい」と批判した。丸山は演説会の後、「言い過ぎたかもしれない」と釈明した。

## 経歴
- 1946年1月23日 - 兵庫県揖保郡新宮町（現：たつの市）にて出生
- 1964年 - 兵庫県立龍野高等学校を卒業し、早稲田大学法学部に進学
- 1969年 - 早稲田大学法学部を1年留年して卒業後、国家公務員採用上級甲種試験（試験区分：法律）に合格
- 1970年 - 法務省入省、入国管理局に配属され法務事務官として勤務。[注 4]
- 1970年 - 司法試験に合格
- 1971年 - 法務省を退職し、司法研修所へ入所
- 1973年 - 司法修習（25期）を修了し、弁護士として登録
- 1975年 - アメリカのワシントン大学

ロースクールに入学
- - ロースクール修了（LLM取得）後、ロサンゼルスの法律事務所に3年間勤務
- 1980年 - 日本に帰国
- 1989年7月 - 第15回参院選に法曹関係者による政治団体「新政クラブ」の比例代表候補として出馬したが、落選
- 2007年
  - 3月 - 東京都知事選挙への出馬を直前で断念。
  - 7月 - 第21回参院選に自由民主党公認で比例区から立候補し、272,348票を獲得、党内4位で初当選
- 2013年
  - 7月 - 第23回参院選に自由民主党公認で比例区から立候補し、153,303票を獲得、党内14位で再選
- 2019年
  - 7月 - 第25回参院選に自由民主党公認で比例区から立候補し、落選。
  - 11月 - 旭日重光章受章[30]

## 出演作品

### テレビ番組
レギュラー
- 行列のできる法律相談所（不定期）（日本テレビ）
- THE・サンデー：コメンテーター（月1回出演）（日本テレビ）
- ラジかる!!、ラジかるッ - 水曜日のコメンテーター（日本テレビ）

ゲスト出演
- 開運!なんでも鑑定団（テレビ東京、2004年10月19日、2019年10月22日）

### ラジオ番組
- おとなの時間割「弁護士・丸山和也の正義のミカタ!」（TBSラジオ） - 2005年10月 - 2006年3月

### CM
- NTTドコモ - マナーキャンペーン
- 日本コカコーラ「ジョージア」
共演は、竹中直人と野茂英雄。同CMではサンボマスターが和田アキ子の『あの鐘を鳴らすのはあなた』をカバー。
- 日清食品「行列のできる店のラーメン」
- カプコン「逆転裁判シリーズ」イメージキャラクター
広告上での肩書は「逆転裁判」・担当弁護士。

### CD
- 浪漫-さらば昨日よ-（2006年1月18日発売）

### 書籍
- 正義の味方「丸山法律相談所」（二見書房）
- 正義の判決（小学館）
- 痛快!「丸山法律塾」（成美堂出版）
- 丸山弁護士のビジネスマンが行列する身近な法律相談所（学習研究社）
- 丸山和也の蓮の花は泥沼に咲く（新紀元社）
- 行列のできる丸山法律塾（小学館）

### WEBドラマ
- 歌で逢いましょう♪（GyaO）